# دراسة الوقت والحركة
دراسة الوقت والحركة (أو دراسة حركة الزمن) هي تقنية كفاءة الأعمال التي تجمع بين عمل دراسة الوقت لفريدريك وينسلو تايلور وعمل دراسة الحركة لفرانك وليليان جيلبريث (نفس الزوجين كما هو معروف من خلال فيلم السيرة الذاتية لعام 1950 و كتاب أرخص بالدزينة) وهو جزء رئيسي من الإدارة العلمية (تايلوريسم) بعد تقديمها لأول مرة تطورت دراسة الوقت في اتجاه إنشاء أوقات قياسية، بينما تطورت دراسة الحركة إلى تقنية لتحسين أساليب العمل، تم دمج التقنيتين وصقلهما ليصبحا طريقة مقبولة على نطاق واسع وقابلة للتطبيق على تحسين وتطوير أنظمة العمل، يُعرف هذا النهج المتكامل لتحسين نظام العمل باسم هندسة الأساليب  ويتم تطبيقه اليوم على المؤسسات الصناعية والخدمية بما في ذلك البنوك والمدارس والمستشفيات.

## دراسة الوقت
دراسة الوقت هي ملاحظة مباشرة ومستمرة لمهمة ما باستخدام جهاز حفظ الوقت (على سبيل المثال، ساعة توقيت الدقائق العشرية، وساعة التوقف الإلكترونية بمساعدة الكمبيوتر، وكاميرا شريط الفيديو) لتسجيل الوقت المستغرق لإنجاز مهمة  وغالبًا ما يتم استخدامها. ينطبق في واحد على الأقل مما يلي:
- هناك دورات عمل متكررة تتراوح مدتها من قصيرة إلى طويلة.
- يتم تنفيذ مجموعة واسعة من الأعمال المختلفة.
- تشكل عناصر التحكم في العملية جزءًا من الدورة.

يُعرّف معيار مصطلحات الهندسة الصناعية دراسة الوقت بأنها "تقنية قياس العمل التي تتكون من قياس الوقت الدقيق للمهمة باستخدام أداة قياس الوقت مع تعديلها لأي اختلاف ملحوظ عن الجهد العادي أو الوتيرة وإتاحة الوقت الكافي لعناصر مثل العناصر الأجنبية والتأخير الذي لا يمكن تجنبه أو الماكينة والراحة للتغلب على التعب والاحتياجات الشخصية.
يُفترض في كثير من الأحيان أن تكون أنظمة دراسات الزمن والحركة عبارة عن مصطلحات قابلة للتبديل تصف نظريات مكافئة ومع ذلك فإن المبادئ الأساسية والأساس المنطقي لإنشاء كل طريقة مختلفة على الرغم من أنها تنشأ داخل نفس المدرسة الفكرية.
كان فريدريك وينسلو تايلور رائدًا في تطبيق العلوم على مشاكل الأعمال واستخدام أساليب دراسة الوقت في وضع المعايير وتخطيط العمل قام تايلور بالاتصال بمديري المصانع ومن نجاح هذه المناقشات كتب عدة أوراق تقترح استخدام معايير الأداء المشروطة بالأجور بناءً على الدراسة العلمية للوقت، تتضمن دراسات الوقت في أبسط مستوياتها تقسيم كل وظيفة إلى أجزاء مكونة وتوقيت كل جزء وإعادة ترتيب الأجزاء إلى أكثر طرق العمل كفاءة من خلال العد والحساب، أراد تايلور تحويل الإدارة التي كانت في الأساس تقليدًا شفهيًا، إلى مجموعة من التقنيات المحسوبة والمكتوبة.
ركز أيلور وزملاؤه على محتوى يوم عمل عادل وسعوا إلى زيادة الإنتاجية إلى الحد الأقصى بغض النظر عن التكلفة الفسيولوجية التي يتحملها العامل على سبيل المثال اعتقد تايلور أن استخدام الوقت غير المنتج (التجنيد) هو المحاولة المتعمدة للعمال لتعزيز مصالحهم الفضلى وإبقاء أصحاب العمل جاهلين بمدى سرعة تنفيذ العمل، مهدت هذه النظرة النفعية للسلوك الإنساني التي قدمها تايلور الطريق للعلاقات الإنسانية لتحل محل الإدارة العلمية من حيث النجاح الأدبي والتطبيق الإداري.

### إجراءات الدراسة بالوقت المباشر
فيما يلي الإجراء الذي طوره ميكيل جروفر لدراسة الوقت المباشر:
1. تحديد وتوثيق الطريقة القياسية.
2. تقسيم المهمة إلى عناصر العمل.

يتم تنفيذ هاتين الخطوتين الأوليين قبل التوقيت الفعلي. إنهم يعرّفون المحلل بالمهمة ويسمحون للمحلل بمحاولة تحسين إجراءات العمل قبل تحديد الوقت القياسي .
3. قم بقياس عناصر العمل للحصول على الوقت المرصود للمهمة.
4. تقييم وتيرة العامل بالنسبة للأداء القياسي (تقييم الأداء)، لتحديد الوقت الطبيعي.
لاحظ أنه يتم تنفيذ الخطوتين 3 و4 في وقت واحد ، خلال هذه الخطوات يتم توقيت عدة دورات عمل مختلفة ويتم تقييم أداء كل دورة بشكل مستقل، وأخيرا يتم حساب متوسط القيم التي تم جمعها في هذه الخطوات للحصول على الوقت الطبيعي.
5. تطبيق بدل على الوقت العادي لحساب الوقت القياسي، تتم بعد ذلك إضافة عوامل البدل المطلوبة في العمل لحساب الوقت القياسي للمهمة.

### إجراء الدراسات الزمنية
وفقًا لإرشادات الممارسة الجيدة لدراسات الإنتاج  تتكون الدراسة الزمنية الشاملة من:
1. مجموعة أهداف الدراسة
2. تصميم تجريبي؛
3. جمع بيانات الوقت؛
4. تحليل البيانات؛
5. إعداد التقارير

يمكن جمع البيانات الزمنية بعدة طرق اعتمادًا على هدف الدراسة والظروف البيئية، يمكن التقاط بيانات الوقت والحركة باستخدام ساعة توقيت مشتركة أو جهاز كمبيوتر محمول باليد أو مسجل فيديو، هناك عدد من حزم البرامج المخصصة المستخدمة لتحويل الكمبيوتر المحمول أو الكمبيوتر المحمول إلى جهاز لدراسة الوقت وكبديل يمكن جمع بيانات الوقت والحركة تلقائيًا من ذاكرة أجهزة التحكم بالكمبيوتر (أي دراسات الوقت الآلية).

### انتقادات
ردًا على دراسات تايلور الزمنية ونظرته للطبيعة البشرية، تم تسجيل العديد من الانتقادات وردود الفعل القوية، النقابات على سبيل المثال اعتبرت دراسة الوقت أداة مقنعة للإدارة مصممة لتوحيد وتكثيف وتيرة الإنتاج. وبالمثل، انتقد أفراد مثل جيلبريث (1909) وكادبري  ومارشال  تايلور بشدة وتخللوا عمله بالذاتية على سبيل المثال ذكرت كادبوري ردًا على طومسون  أنه في ظل الإدارة  العلمية يتم تمرير مهارات ومبادرات الموظف من الفرد إلى الإدارة وهو رأي كرره نيلاند  بالإضافة إلى ذلك أدان منتقدو تايلور الافتقار إلى المادة العلمية في دراساته الزمنية بمعنى أنهم اعتمدوا بشكل كبير على التفسيرات الفردية لما يفعله العمال بالفعل ومع ذلك  فإن قيمة ترشيد الإنتاج أمر لا جدال فيه ويدعمه أكاديميون مثل جانت وفورد ومونستربيرج وأعضاء مجتمع تايلور السيد سي جي رينولد، السيد دبليو.إتش جاكسون والسيد سي بي طومسون، تعتمد دراسات الوقت المناسب على الملاحظة المتكررة بحيث يمكن تسجيل الحركات التي يتم إجراؤها على نفس الجزء بشكل مختلف من قبل عامل واحد أو أكثر لتحديد تلك القيم المتكررة والقابلة للقياس حقًا.

## دراسة الحركة
على النقيض من أساليب دراسة الوقت التي اتبعها تايلور، وبدافع منها اقترح الأخوان جيلبريث لغة تقنية تسمح بتحليل عملية العمل في سياق علمي، استفاد الأخوان جيلبريث من الرؤى العلمية لتطوير طريقة دراسة تعتمد على تحليل "حركات العمل"، والتي تتكون جزئيًا من تصوير تفاصيل أنشطة العامل ووضعية جسمه أثناء تسجيل الوقت، خدمت الأفلام غرضين رئيسيين أحدهما كان السجل المرئي لكيفية إنجاز العمل مع التركيز على المجالات التي تحتاج إلى تحسين، ثانيًا خدمت الأفلام أيضًا غرض تدريب العمال على أفضل طريقة لأداء عملهم، سمحت هذه الطريقة للأخوة جليبريث بالبناء على أفضل العناصر في سير العمل وإنشاء أفضل الممارسات الموحدة.

## تايلور مقابل جليبرث
على الرغم من أن دراسات الحركة بالنسبة لتايلور ظلت تابعة لدراسات الزمن إلا أن الاهتمام الذي أولاه لتقنية دراسة الحركة أظهر الجدية التي نظر بها إلى طريقة جيلبريث، كان الانقسام مع تايلور في عام 1914 على أساس المواقف تجاه العمال يعني أن على عائلة جيلبريث أن تجادل على عكس النقابيين واللجان الحكومية وروبرت ف. هوكسي الذين اعتقدوا أن الإدارة العلمية لا يمكن إيقافها، تم تكليف الأخوين جيلبريث بمهمة إثبات أن دراسة الحركة بشكل خاص والإدارة العلمية بشكل عام زادت الإنتاج الصناعي بطرق تحسن ولا تنتقص من القوة العقلية والبدنية للعمال، لم تكن هذه مهمة بسيطة نظرًا للدعاية التي غذت تقرير هوكسي وما ترتب على ذلك من معارضة نقابية للإدارة العلمية، بالإضافة إلى ذلك استمر تايلور في إعاقة مصداقية جيلبريث ونجاحه الأكاديمي حيث رأى أن دراسات الحركة لم تكن أكثر من مجرد استمرار لعمله.
لا يزال كل من تايلور وجيلبريث يتعرضان للانتقاد بسبب عملهما ولكن يجب أن نتذكر أنهما كانا يكتبان في وقت إعادة التنظيم الصناعي وظهور منظمات كبيرة ومعقدة بأشكال جديدة من التكنولوجيا، علاوة على ذلك فإن مساواة الإدارة العلمية بدراسة الزمن والحركة فقط وبالتالي مراقبة العمل لا يسيء فهم نطاق الإدارة العلمية فحسب بل يسيء أيضًا تفسير حوافز تايلور لاقتراح نمط مختلف من الإدارة على الرغم من ذلك.

## دراسة وقت وحركة الرعاية الصحية
يتم استخدام دراسة وقت وحركة الرعاية الصحية للبحث وتتبع كفاءة وجودة العاملين في مجال الرعاية الصحية  في حالة الممرضات، تم إطلاق العديد من البرامج لزيادة النسبة المئوية للممرضات المناوبات اللاتي ينفقن في تقديم الرعاية المباشرة للمرضى قبل التدخلات وجد أن الممرضات يقضون حوالي 20% من وقتهم في تقديم الرعاية المباشرة. وبعد التدخل المركّز ضاعفت بعض المستشفيات هذا العدد حتى أن بعضها تجاوز 70% من وقت المناوبة مع المرضى، مما أدى إلى تقليل الأخطاء والرموز والسقوط.

### الطرق
- مراقب خارجي: يقوم شخص ما بمتابعة الشخص الذي يتم مراقبته بصريًا إما بشكل متزامن أو عبر تسجيل الفيديو، تقدم هذه الطريقة نفقات إضافية لأنها تتطلب عادةً نسبة 1 إلى 1 من وقت البحث إلى وقت الموضوع، الميزة هي أن البيانات يمكن أن تكون أكثر اتساقًا واكتمالًا ودقة من التقارير الذاتية.
- الإبلاغ الذاتي: تتطلب الدراسات المبلغ عنها ذاتيا من الهدف تسجيل بيانات الوقت والنشاط يمكن القيام بذلك بشكل متزامن من خلال إيقاف الموضوعات وبدء تشغيل مؤقت عند استكمال المهمة من خلال أخذ عينات العمل حيث يسجل الموضوع ما يفعلونه على فترات زمنية محددة أو عشوائية أو من خلال وجود أنشطة يومية للموضوع في نهاية اليوم يقدم الإبلاغ الذاتي أخطاء قد لا تكون موجودة من خلال طرق أخرى، بما في ذلك الأخطاء في الإدراك الزمني والذاكرة، فضلا عن الدافع لمعالجة البيانات.
- الأتمتة: يمكن تتبع الحركة باستخدام نظام تحديد المواقع العالمي (GPS)، يمكن تتبع أنشطة التوثيق من خلال برامج المراقبة المضمنة في التطبيقات المستخدمة لإنشاء التوثيق، يمكن أن تؤدي عمليات فحص الشارات أيضًا إلى إنشاء سجل للأنشطة.